# Русгидро
ПАО «РусГидро» — российская энергетическая компания. Зарегистрирована в Красноярске, там же с лета 2025 года находится штаб-квартира компании. Контролирующим акционером «РусГидро» (более 60 % акций) является Российская Федерация.

## История
Компания учреждена 26 декабря 2004 года в соответствии с распоряжением правительства Российской Федерации от 01.09.2003 № 1254-р как  дочерняя компания РАО «ЕЭС России». В качестве взноса в уставный капитал были внесены акции обществ-ГЭС и имущественные комплексы электростанций. До 25 июня 2008 года компания носила название «ГидроОГК».
В 2008 году дочерние АО-электростанции вошли в состав компании на правах филиалов. В этом же году был утвержден акт приёмки Ирганайской ГЭС.
В 2009 году были завершены работы на Бурейской ГЭС, введена в эксплуатацию Головная ГЭС Зарамагского каскада. 17 августа 2009 года на Саяно-Шушенской ГЭС произошла авария, в результате которой погибло 75 человек. Станция была восстановлена к концу 2014 года.
В 2010 году была введена в эксплуатацию Кашхатау ГЭС, начато строительство Нижне-Бурейской ГЭС.
В 2011 году компания получила активы «РАО Энергетические системы Востока» и приобрела ЗАО «Международная энергетическая корпорация». Завершилось строительство берегового водосброса Саяно-Шушенской ГЭС, а также Егорлыкской ГЭС-2.
В 2012 году были введены в эксплуатацию первые гидроагрегаты Богучанской ГЭС, в 2013 году пущена Усть-Среднеканская ГЭС, в 2015 году введены в эксплуатацию Гоцатлинская ГЭС и вторая очередь Благовещенской ТЭЦ. В 2016 году были пущены Зарагижская ГЭС и Зеленчукская ГЭС-ГАЭС, в 2017 году — Нижне-Бурейская ГЭС и первая очередь Якутской ГРЭС-2. В 2018 году состоялся пуск ТЭЦ «Восточная» и ветроэлектростанции в п. Тикси. В 2019 году была введена в эксплуатацию Сахалинская ГРЭС-2, в 2020 году — Зарамагская ГЭС-1, Верхнебалкарская МГЭС, Совгаванская ТЭЦ, Усть-Джегутинская МГЭС и Барсучковская МГЭС. Также в 2020 году РусГидро получило полный контроль над ПАО «ДЭК». В 2023 году были введены в эксплуатацию Красногорские МГЭС.

## Собственники и руководство
Уставный капитал по состоянию на 31.12.2024 разделён на 444 793 377 038 обыкновенных акций номиналом 1 рубль. Крупнейшие акционеры: Российская Федерация в лице Федерального агентства по управлению государственным имуществом (62,2 %), Банк ВТБ (12,37 %) и холдинг «Эн+» (9,61%).
Председатели правления:
- Вячеслав Синюгин (2005 — июль 2008 года).
- Василий Зубакин (и. о. председателя правления с июля 2008 года по ноябрь 2009 года)
- Евгений Дод (с ноября 2009 года по сентябрь 2015 года)[28]
- Николай Шульгинов (с сентября 2015 года по ноябрь 2020 года)[29]
- Виктор Хмарин (с ноября 2020 года)[30].

## Деятельность
«РусГидро» принадлежит более 400 объектов электроэнергетики в России, включая более 90 объектов возобновляемой энергетики. Компании принадлежит ряд энергокомпаний на Дальнем Востоке России. Общая установленная мощность активов компании — 38,5 ГВт, тепловая мощность — 18 663 Гкал/ч. Электростанции компании составляют около 15 % установленной мощности электроэнергетики России и обеспечивают 13-14 % выработки электроэнергии в стране. Компания обеспечивает около 70 % выработки электроэнергии в Дальневосточном федеральном округе. РусГидро владеет проектными и научно-исследовательскими институтами в области гидроэнергетики, ремонтными и строительными компаниями.
Показатели деятельности
- Рейтинговое агентство АКРА  в 2017 году присвоило ПАО «Русгидро» рейтинговую оценку AAA(RU) со стабильным прогнозом. Рейтинг ежегодно подтверждается (2018-2024)[34].
- Рейтинговое агентство «Эксперт РА» в 2023 году присвоило «Русгидро» рейтинговую оценку ruAAA со стабильным прогнозом, также в 2023 и в 2024 годах компании присваивался ESG-рейтинг на уровне ESG-II(b)[35].

| 2006   | 2007   | 2008   | 2009   | 2010   | 2011   | 2012    | 2013    | 2014    | 2015    | 2016    | 2017    | 2018    | 2019    | 2020    | 2021    | 2022    | 2023    |
| ------ | ------ | ------ | ------ | ------ | ------ | ------- | ------- | ------- | ------- | ------- | ------- | ------- | ------- | ------- | ------- | ------- | ------- |
| 74 600 | 82 300 | 80 273 | 81 608 | 71 996 | 77 008 | 112 697 | 129 023 | 121 947 | 127 342 | 138 769 | 140 248 | 144 228 | 142 840 | 148 625 | 143 766 | 135 722 | 140 865 |

| 2006  | 2007  | 2008  | 2009  | 2010  | 2011  | 2012  | 2013  | 2014  | 2015  | 2016  | 2017  | 2018 | 2019 | 2020 | 2021 | 2022 | 2023 |
| ----- | ----- | ----- | ----- | ----- | ----- | ----- | ----- | ----- | ----- | ----- | ----- | ---- | ---- | ---- | ---- | ---- | ---- |
| 22,70 | 24,11 | 24,37 | 25,42 | 25,51 | 26,17 | 36,50 | 37,47 | 38,43 | 38,65 | 38,87 | 39,04 | 39,4 | 39,7 | 38,0 | 38,2 | 38,4 | 38,5 |

## Модернизация активов
В конце 2011 года компания приняла программу комплексной модернизации, рассчитанную на период до 2025 года, общей стоимостью 10,9 млрд долларов. По состоянию на начало 2024 года, в рамках программы были заменены и модернизированы 135 гидротурбин, 123 генераторов, 95 силовых трансформаторов, более 10 000 единиц вспомогательного оборудования.

## Планы
Наиболее крупными реализуемыми проектами является строительство Загорской ГАЭС-2 в Московской области, программа строительства малых ГЭС на Северном Кавказе. В части тепловой энергетики крупнейшими проектами являются строительство, расширение и модернизация Артёмовской ТЭЦ-2, второй очереди Якутской ГРЭС-2, Хабаровской ТЭЦ-4, расширение Нерюнгринской ГРЭС и Партизанской ГРЭС, а также масштабная модернизация Владивостокской ТЭЦ-2.

## Санкции
24 февраля 2022 года, на фоне вторжения России на Украину, компания «РусГидро» включена в санкционный список Канады. Также 24 февраля компания попала под секторальные санкции США в целях «ограничить возможности России по финансированию вторжения в Украину и других приоритетов президента Путина». 24 марта 2023 года компания внесена в санкционный список Великобритании.
На аналогичных основаниях «РусГидро» находится под санкциями Австралии, Украины и Новой Зеландии..